# Lillian Watson
Lillian Debra Watson (Mineola (New York), 11 juli 1950) is een Amerikaans zwemmer. Watson stond ook bekend onder haar bijnaam Pokey.

## Biografie
Tijdens de Olympische Zomerspelen van 1964 won Watson de gouden medaille met de Amerikaanse 4×100 meter vrije slag ploeg. Op de 4×100 meter wisselslag zwom zij alleen in de series en had om die reden geen recht op een medaille.
Watson won tijdens de Olympische Zomerspelen van 1968 de gouden medaille op de 200m rugslag.

## Internationale toernooien
| Jaar | Olympische Spelen                                 | Pan-Amerikaanse Spelen |
| ---- | ------------------------------------------------- | ---------------------- |
| 1964 | 4×100m vrije slag · 1e 4×100m wisselslag (series) |                        |
| 1965 |                                                   |                        |
| 1966 |                                                   |                        |
| 1967 |                                                   | 100m vrije slag        |
| 1968 | 200m rugslag                                      |                        |

1968: Lillian Watson ·
1972: Melissa Belote ·
1976: Ulrike Richter ·
1980: Rica Reinisch ·
1984: Jolanda de Rover ·
1988: Krisztina Egerszegi ·
1992: Krisztina Egerszegi ·
1996: Krisztina Egerszegi ·
2000: Diana Mocanu ·
2004: Kirsty Coventry ·
2008: Kirsty Coventry ·
2012: Missy Franklin ·
2016: Madeline Dirado ·
2020: Kaylee McKeown ·
2024: Kaylee McKeown
1912: Moore, Fletcher, Speirs, Steer ·
1920: Woodbridge, Schroth, Guest, Bleibtrey ·
1924: Donnelly, Ederle, Lackie, Wehselau ·
1928: Lambert, Osipowich, Saville, Norelius ·
1932: Johns, Saville, McKim, Madison ·
1936: Selbach, Wagner, den Ouden, Mastenbroek ·
1948: Corridon, Kalama, Helser, Curtis ·
1952: I. Novák, Temes, É. Novák, Szőke ·
1956: Fraser, Leech, Morgan, Crapp ·
1960: Spillane, Stobs, Wood, von Saltza ·
1964: Stouder, de Varona, Watson, Ellis ·
1968: Barkman, Gustavson, Pedersen, Henne ·
1972: Babashoff, Barkman, Kemp, Neilson ·
1976: Peyton, Sterkel, Babashoff, Boglioli ·
1980: Krause, Metschuck, Diers, Hülsenbeck ·
1984: Johnson, Steinseifer, Torres, Hogshead ·
1988: Otto, Meißner, Hunger, Stellmach ·
1992: Haislett, Martino, Thompson, Torres ·
1996: Martino, Van Dyken, Fox, Thompson ·
2000: Van Dyken, Shealy, Thompson, Torres ·
2004: Mills, Lenton, Thomas, Henry ·
2008: Dekker, Kromowidjojo, Heemskerk, Veldhuis ·
2012: Coutts, C. Campbell, Elmslie, Schlanger ·
2016: McKeon, Elmslie, B. Campbell, C. Campbell ·
2020: B. Campbell, Harris, McKeon, C. Campbell ·
2024: O'Callaghan, Jack, McKeon, Harris